# (1152) Pawona
(1152) Pawona es el asteroide número 1152 situado en el cinturón principal. Fue descubierto por el astrónomo Karl Wilhelm Reinmuth  desde el observatorio de Heidelberg, el 8 de enero de 1930. Su designación alternativa es 1930 AD. El nombre es una combinación de las dos letras iniciales de los apellidos de Johann Palisa y Max Wolf al que se añadió la terminación femenina.